# Arqueologia i el Llibre del Mormó
L'Arqueologia i el Llibre del Mormó és l'esforç de diversos creients de la fe dels Sants dels Darrers Dies per demostrar la veritat de les afirmacions del Llibre del Mormó per mitjà de pretesos estudis arqueològics. Bàsicament accepten la idea que la gent descrita en el Llibre del Mormó, inclòs Jesucrist, va viure en algun lloc d'Amèrica del Nord o del Sud abans de la colonització europea d'aquest continent a partir del segle xv dC.

## La població d'Amèrica segons la fe dels Sants dels Últims Dies
La majoria d'estudiosos creients en el Llibre de Mormó, com Janne Sjodahl o Hugh Nibley, accepten que Amèrica ja estava poblada per pobles anteriors però segueixen afirmant l'arribada d'israelites abans que Colom, els quals haurien exercit una gran influència sobre l'estil de vida i la cultura dels pobles amerindis.

## Esforços dels SUD per a establir l'arqueologia del Llibre de Mormó

### L'ús de l'arqueologia
Alguns estudiosos creients en la fe dels Sants dels Últims Dies han tractat d'utilitzar els mètodes arqueològics per demostrar que les afirmacions del Llibre de Mormó són verídiques. Però s'ha demostrat que alguns d'aquests investrigadors han fonamentat les seves conclusions en dades arqueològiques que les mateixes institucions SUD han admès com a fraudulentes
A partir de la dècada de 1950 la Universitat Brigham Young, propietat de l'Església, ha patrocinat a través de la Fundació Arqueològica del Nou Món (New World Arqueologic Foundation en anglès) un gran nombre d'excavacions arqueològiques a Mesoamèrica per estudiar-ne les cultures precolombines d'abans del 200 aC). Els resultats d'aquestes investigacions no han aconseguit l'acceptació general per part de la comunitat científica 
| « | Per tot el que jo sé, no hi ha cap arqueòleg professional i amb experiència, que no sigui mormó, que vegi cap justificació científica per creure-ho [la historicitat del Llibre del Mormó], i m'agradaria assenyalar que en aquest grup hi ha alguns arqueòlegs mormons | » |
| — Michael D. Coe, arqueòleg i professor emèrit d'Antropologia de la Universitat Yale, a Dialogue: A Journal of Mormon Thought, volum del 1973 | |   |

No obstant això, sí que han assolit un major respecte cap a les labors arqueològiques dels SUD en aquest camp.

### Estudis genètics
El Llibre de Mormó explica que el poble de Jared, format per diverses famílies de la Torre de Babel, que van emigrar a Amèrica des del Vell Món abans de l'època d'Abraham un grup que incloïa a la família de Lehi (La família d'Ismael, Zoram i possiblement uns altres que van emigrar a Amèrica des de Jerusalén sobre el 600 aC.; i un altre grup (el poble de Mulek) que va emigrar des de Jerusalem a Amèrica vuit anys després. El Llibre de Mormó no fa cap afirmació oberta amb respecto la migració o a la no migració d'altres grups a Amèrica, encara que un paràgraf introductori agregat al llibre, amb el qual començava amb l'edició 1981, va identificar els lamanites com els "avantpassats principals dels indis americans".

## Estat de la investigació arqueològica
Durant més de dos-cents anys d'investigació arqueològica americana s'han acumulat un gran nombre de dades. Encara que l'exhaustivitat d'aquestes investigacions es ressent en comparació de l'arqueologia del Vell Món, sí que s'ha assolit una introspectiva considerable respecte a les civilitzacions precolombines i les seves tecnologies, els seus moviments i la seva història. Entre elles estan les civilitzacions mesoamericanes originàries, com la maia, l'olmeca i la zapoteca (pre-clàssiques), les quals van tenir la seva esplendor aproximadament durant el període en el qual s'estima que van ocórrer els fets del Llibre de Mormó.
El document descriu principalment als nefites i els lamanites que van estar en el continent americà des del 600 aC. fins al 400. També descriu l'ascens i la caiguda de la nació jaredita, que va existir a Amèrica des de l'època de la Torre de Babel (que molts erudits estrictes de la Bíblia daten entre el 3100 aC. i el 2200 aC.) fins al 400 aC. Alguns discuteixen que les dades i els instruments d'aquests pobles no semblen estar relacionats amb la descripció que ofereix el Llibre de Mormó sobre les antigues civilitzacions Uns altres veuen aquí una mostra de proves que en la seva opinió corroboren el relat del Llibre de Mormó. No obstant això, molts consideren que l'arqueología de Nord i Sudamérica encara segueix sent un camp d'estudi en desenvolupament.